# Rally di Svezia

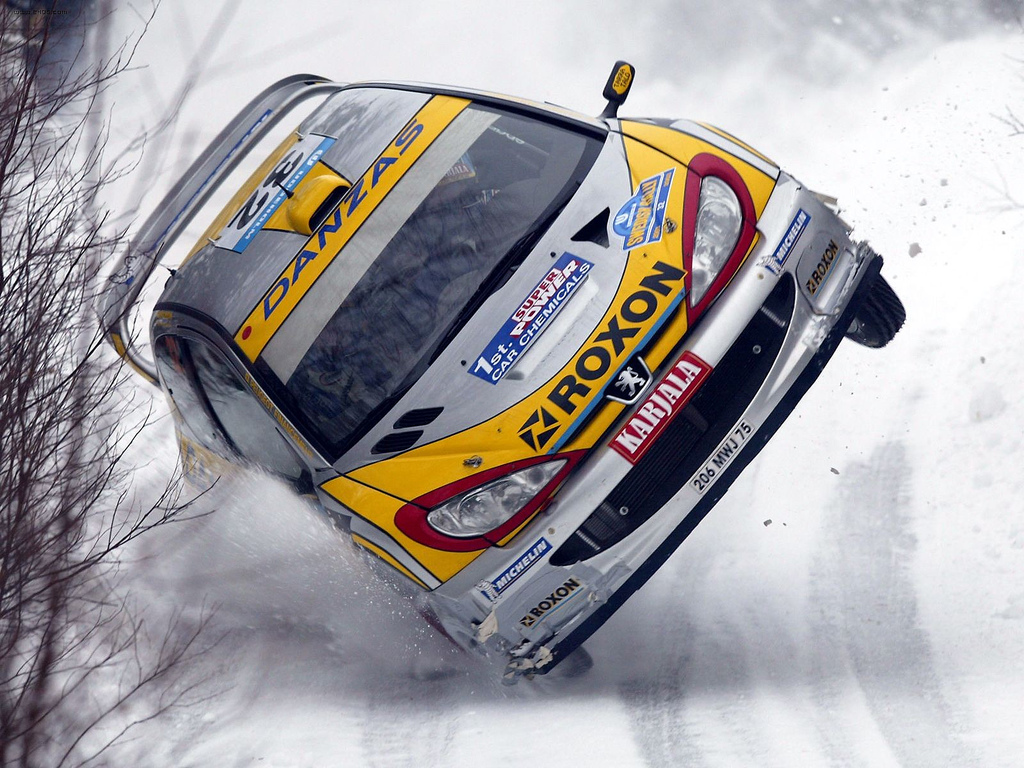
Juuso Pykälistö su Peugeot 206 WRC al rally di Svezia del 2003.

Il Rally di Svezia (in svedese Svenska rallyt), è un rally disputato nelle vicinanze di Värmland, Svezia a fine febbraio. La prima edizione venne disputata nel 1950, quando venne definito Rally al sole di mezzanotte (che a quel tempo si disputava in estate) con partenza ed arrivo in località diverse. Diciassette anni dopo partenza e arrivo vennero dislocati in unica località a Karlstad. Il centro organizzativo e la base operativa delle squadre è ubicata a Hagfors, attualmente più vicina al luogo in cui si disputano le prove speciali rispetto a Karlstad. La competizione si sviluppa su tre giorni con partenza la mattina del venerdì ed arrivo nel pomeriggio di domenica.
Nel 1973 il rally venne inserito nel World Rally Championship e passò all'attenzione internazionale; esso è tradizionalmente l'unico rally a disputarsi su terreni nevosi. Gli unici piloti non nordici a vincere la gara sono stati i francesi Sébastien Loeb nel 2004 e Sébastien Ogier nel 2013 nel 2015 e infine nel 2016. Nel 2018 il belga Thierry Neuville è il terzo pilota non nordico ad aggiudicarsi il rally. Lo spagnolo Carlos Sainz finì secondo quattro volte e terzo tre volte. 
L'italiano Gigi Galli finì terzo e quarto assoluto
Il rally è stato cancellato tre volte: nel 1974 a causa della crisi petrolifera del 1973, 1990 a causa dell'assenza di innevamento sulle strade e nel 2021 a causa della Pandemia di CoVid-19. Il meteo continuò ad essere un problema, a causa dell'innalzamento globale delle temperature che riducono la probabilità di avere condizioni opportune di neve ogni anno. L'edizione del 2005 si è svolta nelle condizioni di temperatura più elevate di sempre, trasformando molte prove speciali in strade piene di fango che distruggevano gli pneumatici da neve chiodati utilizzati dalle squadre.

## Albo d'oro
| Anno | Denominazione                         | Vincitori                                      | Auto                                           | Scuderia                                       | Validità             |
| ---- | ------------------------------------- | ---------------------------------------------- | ---------------------------------------------- | ---------------------------------------------- | -------------------- |
| 1950 | 1. Svenska Rallyt till Midnattssolen  | Per-Fredrik Cederbaum Bertil Sohlberg          | BMW 327                                        | -                                              | -                    |
| 1951 | 2. Svenska Rallyt till Midnattssolen  | Gunnar Bengtsson Sven Zetterberg               | Talbot-Lago T26GS                              | -                                              | -                    |
| 1952 | 3. Svenska Rallyt till Midnattssolen  | Olof Persson Olle Norrby                       | Porsche 356                                    | -                                              | -                    |
| 1953 | 4. Svenska Rallyt till Midnattssolen  | Sture Nottorp Bengt Jönsson                    | Porsche 356                                    | -                                              | ERC                  |
| 1954 | 5. Svenska Rallyt till Midnattssolen  | Carl-Gunnar Hammarlund Emile Pettersson        | Porsche 356 1300 Super                         | -                                              | ERC                  |
| 1955 | 6. Svenska Rallyt till Midnattssolen  | Allan Borgefors Åke Gustavsson                 | Porsche 356 1500                               | -                                              | ERC                  |
| 1956 | 7. Svenska Rallyt till Midnattssolen  | Harry Bengtsson Åke Righard                    | Volkswagen Käfer Typ 122 1200                  | -                                              | ERC                  |
| 1957 | 8. Svenska Rallyt till Midnattssolen  | Thure Jansson Lennart Jansson                  | Volvo PV 444 LS                                | -                                              | ERC                  |
| 1958 | 9. Svenska Rallyt till Midnattssolen  | Gunnar Andersson Niels Peder Elleman-Jacobsen  | Volvo PV 444                                   | -                                              | ERC                  |
| 1959 | 10. Svenska Rallyt till Midnattssolen | Erik Carlsson Mario Pavoni                     | Saab 93B                                       | -                                              | ERC                  |
| 1960 | 11. Svenska Rallyt till Midnattssolen | Carl-Magnus Skogh Rolf Skogh                   | Saab 96                                        | Åmåls MK                                       | ERC                  |
| 1961 | 12. Svenska Rallyt till Midnattssolen | Carl-Magnus Skogh Rolf Skogh                   | Saab 96                                        | Åmåls MK                                       | ERC                  |
| 1962 | 13. Svenska Rallyt till Midnattssolen | Bengt Söderström Bo Ohlsson                    | BMC Cooper                                     | -                                              | ERC                  |
| 1963 | 14. Svenska Rallyt till Midnattssolen | Berndt Jansson Erik Pettersson                 | Porsche 356 Carrera                            | -                                              | ERC                  |
| 1964 | 15. Svenska Rallyt till Midnattssolen | Tom Trana Gunnar Thermanius                    | Volvo PV 544                                   | AMCK                                           | ERC                  |
| 1965 | 16. Svenska Rallyt till Midnattssolen | Tom Trana Gunnar Thermanius                    | Volvo PV 544                                   | -                                              | ERC                  |
| 1966 | 17. KAK-Rallyt                        | Åke Andersson Sven-Olof Svedberg               | Saab 96 Sport                                  | SAAB AB                                        | ERC                  |
| 1967 | 18. KAK-Rallyt                        | Bengt Söderström Gunnar Palm                   | Ford Cortina Lotus                             | -                                              | ERC                  |
| 1968 | 19. KAK-Rallyt                        | Björn Waldegård Lars Helmér                    | Porsche 911 T                                  | AB Scania-Vabis                                | ERC                  |
| 1969 | 20. KAK-Rallyt                        | Björn Waldegård Lars Helmér                    | Porsche 911 L                                  | Svenska VW AB                                  | ERC                  |
| 1970 | 21st International Swedish Rally      | Björn Waldegård Lars Helmér                    | Porsche 911 S                                  | -                                              | ICM                  |
| 1971 | 22nd International Swedish Rally      | Stig Blomqvist Arne Hertz                      | Saab 96 V4                                     | -                                              | ICM                  |
| 1972 | 23rd International Swedish Rally      | Stig Blomqvist Arne Hertz                      | Saab 96 V4                                     | -                                              | ICM                  |
| 1973 | 24th International Swedish Rally      | Stig Blomqvist Arne Hertz                      | Saab 96 V4                                     | Saab Scania                                    | WRC                  |
| 1975 | 25th International KAK Swedish Rally  | Björn Waldegård Hans Thorszelius               | Lancia Stratos HF                              | Lancia                                         | WRC                  |
| 1976 | 26th International Swedish Rally      | Per Eklund Björn Cederberg                     | Saab 96 V4                                     | Saab Scania                                    | WRC                  |
| 1977 | 27th International Swedish Rally      | Stig Blomqvist Hans Sylvan                     | Saab 99 EMS                                    | SMK Örebro                                     | WRC Coppa FIA piloti |
| 1978 | 28th International Swedish Rally      | Björn Waldegård Hans Thorszelius               | Ford Escort RS 1800                            | -                                              | WRC Coppa FIA piloti |
| 1979 | 29th International Swedish Rally      | Stig Blomqvist Björn Cederberg                 | Saab 99 Turbo                                  | -                                              | WRC                  |
| 1980 | 30th International Swedish Rally      | Anders Kulläng Bruno Berglund                  | Opel Ascona 400                                | Opel Euro Händler Team                         | WRC                  |
| 1981 | 31st International Swedish Rally      | Hannu Mikkola Arne Hertz                       | Audi quattro                                   | Audi Sport                                     | WRC                  |
| 1982 | 32nd International Swedish Rally      | Stig Blomqvist Björn Cederberg                 | Audi quattro                                   | Audi Sport Sweden                              | WRC                  |
| 1983 | 33rd International Swedish Rally      | Hannu Mikkola Arne Hertz                       | Audi quattro A1                                | Audi Sport                                     | WRC                  |
| 1984 | 34th International Swedish Rally      | Stig Blomqvist Björn Cederberg                 | Audi quattro A2                                | Audi Sport                                     | WRC                  |
| 1985 | 35th International Swedish Rally      | Ari Vatanen Terry Harryman                     | Peugeot 205 Turbo 16                           | Peugeot Talbot Sport                           | WRC                  |
| 1986 | 36th International Swedish Rally      | Juha Kankkunen Juha Piironen                   | Peugeot 205 Turbo 16 Evo2                      | Peugeot Talbot Sport                           | WRC                  |
| 1987 | 37th International Swedish Rally      | Timo Salonen Seppo Harjanne                    | Mazda 323 4WD                                  | Mazda Rally Team Europe                        | WRC                  |
| 1988 | 38th International Swedish Rally      | Markku Alén Ilkka Kivimäki                     | Lancia Delta HF 4WD                            | Martini Lancia                                 | WRC                  |
| 1989 | 39th International Swedish Rally      | Ingvar Carlsson Per Carlsson                   | Mazda 323 4WD                                  | Mazda Rally Team Europe                        | WRC                  |
| 1991 | 40th International Swedish Rally      | Kenneth Eriksson Staffan Parmander             | Mitsubishi Galant VR-4                         | Mitsubishi Ralliart Europe                     | WRC                  |
| 1992 | 41st International Swedish Rally      | Mats Jonsson Lars Bäckman                      | Toyota Celica GT-Four ST165                    | Toyota Team Sweden                             | WRC                  |
| 1993 | 42nd International Swedish Rally      | Mats Jonsson Lars Bäckman                      | Toyota Celica Turbo 4WD                        | Toyota Castrol Team                            | WRC                  |
| 1994 | 43rd International Swedish Rally      | Thomas Rådström Lars Bäckman                   | Toyota Celica Turbo 4WD                        | -                                              | Coppa FIA 2 litri    |
| 1995 | 44th International Swedish Rally      | Kenneth Eriksson Staffan Parmander             | Mitsubishi Lancer Evo II                       | Mitsubishi Ralliart                            | WRC                  |
| 1996 | 45th International Swedish Rally      | Tommi Mäkinen Seppo Harjanne                   | Mitsubishi Lancer Evo III                      | Mitsubishi Ralliart                            | WRC                  |
| 1997 | 46th International Swedish Rally      | Kenneth Eriksson Staffan Parmander             | Subaru Impreza WRC97                           | 555 Subaru WRT                                 | WRC                  |
| 1998 | 47th International Swedish Rally      | Tommi Mäkinen Risto Mannisenmäki               | Mitsubishi Lancer Evo IV                       | Mitsubishi Ralliart                            | WRC                  |
| 1999 | 48th International Swedish Rally      | Tommi Mäkinen Risto Mannisenmäki               | Mitsubishi Lancer Evo VI                       | Marlboro Mitsubishi Ralliart                   | WRC                  |
| 2000 | 49th International Swedish Rally      | Marcus Grönholm Timo Rautiainen                | Peugeot 206 WRC                                | Peugeot Esso                                   | WRC                  |
| 2001 | 50th International Swedish Rally      | Harri Rovanperä Risto Pietiläinen              | Peugeot 206 WRC                                | Peugeot Total                                  | WRC                  |
| 2002 | 51st Uddeholm Swedish Rally           | Marcus Grönholm Timo Rautiainen                | Peugeot 206 WRC                                | Peugeot Total                                  | WRC                  |
| 2003 | 52nd Uddeholm Swedish Rally           | Marcus Grönholm Timo Rautiainen                | Peugeot 206 WRC                                | Marlboro Peugeot Total                         | WRC                  |
| 2004 | 53rd Uddeholm Swedish Rally           | Sébastien Loeb Daniel Elena                    | Citroën Xsara WRC                              | Citroën Total WRT                              | WRC                  |
| 2005 | 54th Uddeholm Swedish Rally           | Petter Solberg Phil Mills                      | Subaru Impreza WRC2004                         | Subaru World Rally Team                        | WRC                  |
| 2006 | 55th Uddeholm Swedish Rally           | Marcus Grönholm Timo Rautiainen                | Ford Focus RS WRC 06                           | BP Ford WRT                                    | WRC                  |
| 2007 | 56th Uddeholm Swedish Rally           | Marcus Grönholm Timo Rautiainen                | Ford Focus RS WRC 06                           | BP Ford WRT                                    | WRC                  |
| 2008 | 57th Uddeholm Swedish Rally           | Jari-Matti Latvala Miikka Anttila              | Ford Focus RS WRC 07                           | BP Ford Abu Dhabi WRT                          | WRC                  |
| 2010 | 58th Rally Sweden                     | Mikko Hirvonen Jarmo Lehtinen                  | Ford Focus RS WRC 09                           | BP Ford Abu Dhabi WRT                          | WRC                  |
| 2011 | 59th Rally Sweden                     | Mikko Hirvonen Jarmo Lehtinen                  | Ford Fiesta RS WRC                             | Ford Abu Dhabi WRT                             | WRC                  |
| 2012 | 60th Rally Sweden                     | Jari-Matti Latvala Miikka Anttila              | Ford Fiesta RS WRC                             | Ford WRT                                       | WRC                  |
| 2013 | 61st Rally Sweden                     | Sébastien Ogier Julien Ingrassia               | Volkswagen Polo R WRC                          | Volkswagen Motorsport                          | WRC                  |
| 2014 | 62nd Rally Sweden                     | Jari-Matti Latvala Miikka Anttila              | Volkswagen Polo R WRC                          | Volkswagen Motorsport                          | WRC                  |
| 2015 | 63rd Rally Sweden                     | Sébastien Ogier Julien Ingrassia               | Volkswagen Polo R WRC                          | Volkswagen Motorsport                          | WRC                  |
| 2016 | 64th Rally Sweden                     | Sébastien Ogier Julien Ingrassia               | Volkswagen Polo R WRC                          | Volkswagen Motorsport                          | WRC                  |
| 2017 | 65th Rally Sweden                     | Jari-Matti Latvala Miikka Anttila              | Toyota Yaris WRC                               | Toyota Gazoo Racing WRT                        | WRC                  |
| 2018 | 66th Rally Sweden                     | Thierry Neuville Nicolas Gilsoul               | Hyundai i20 Coupe WRC                          | Hyundai Shell Mobis WRT                        | WRC                  |
| 2019 | 67th Rally Sweden                     | Ott Tänak Martin Järveoja                      | Toyota Yaris WRC                               | Toyota Gazoo Racing WRT                        | WRC                  |
| 2020 | 68th Rally Sweden                     | Elfyn Evans Scott Martin                       | Toyota Yaris WRC                               | Toyota Gazoo Racing WRT                        | WRC                  |
| 2021 | Rally Sweden 2021                     | Cancellato a causa della pandemia di COVID-19. | Cancellato a causa della pandemia di COVID-19. | Cancellato a causa della pandemia di COVID-19. | WRC                  |
| 2022 | 69th Rally Sweden                     | Kalle Rovanperä Jonne Halttunen                | Toyota GR Yaris Rally1 Hybrid                  | Toyota Gazoo Racing WRT                        | WRC                  |
| 2023 | 70th Rally Sweden                     | Ott Tänak Martin Järveoja                      | Ford Puma Rally1 Hybrid                        | M-Sport Ford WRT                               | WRC                  |
| 2024 | 71th Rally Sweden                     | Esapekka Lappi Janne Ferm                      | Hyundai i20 N Rally1 Hybrid                    | Hyundai Shell Mobis WRT                        | WRC                  |
| 2025 | 72th Rally Sweden                     | Elfyn Evans Scott Martin                       | Toyota GR Yaris Rally1                         | Toyota Gazoo Racing WRT                        | WRC                  |

## Il Rally di Svezia nei media
- Il Rally di Svezia è tra i percorsi disponibili nelle serie di videogiochi Colin McRae Rally e WRC.